# نراویسوند
نراویسوند، (به انگلیسی: Nærøysund) یک محدودهٔ شهرداری در بخش خارجی منطقهٔ نامدالن در استان تروندلاگ، در کشور نروژ است. این شهرداری در اول ماه ژانویه ۲۰۲۰ میلادی در پی ادغام ۲ شهرداری قبلی، یعنی ویکنا و نَراوُی، در هم تشکیل شد.
شهرداری نراویسوند، در دو طرف تنگهٔ (نَراُوی) واقع شده‌است و در شرق با (هویلانده)، در جنوب با نامسوس و در شمال با (لِکا) و (بیندال) در استان نوردلاند، همسایه است. در غرب تنگهٔ مذکور ۳ جزیرهٔ بزرگ قرار دارند. بعد از این جزایر، محدودهٔ شهرداری نراویسوند، در آبهای دریای نروژ، جایی که تعداد بی شماری جزایر کوچک و صخره‌های بزرگ سنگی، وجود دارند، ختم می‌شود.
مساحت زمین خشکی، در محدودهٔ شهرداری نراویسوند، ۱۳۴۶ کیلومتر مربع است. جمعیت شهرداری، ۹۲۰۹ نفر برآورد شده‌است. بلندترین قله (چَرینگتیاکه: Kjerringtjahke) ۸۷۳ متر از سطح دریا ارتفاع دارد. زبان اهالی نروژی و بدون لهجه خاص است.